# Prizreni
Prizreni o Prizren (albanès: Prizreni, serbi: Призрен) és una ciutat històrica al sud de Kosovo. És el centre administratiu del municipi i districte homònims.
La població el 2010 s'estimava en 234.978 habitants la municipalitat i 131.247 habitants la ciutat principalment albanesos. El municipi compren tant la ciutat mateixa com altres 76 pobles.
Prizren està situada a les pendents de les muntanyes Šar (albanès Malet e Sharrit) en la part sud de Kosovo, a 42° 14′ N, 20° 44′ E / 42.23°N,20.74°E. El municipi fa frontera amb Albània i Macedònia del Nord.

## Història

### Antiga
La ciutat romana de Theranda. a la Geografia de Claudi Ptolemeu és esmentada al segle ii. Al segle v és esmentada per Procopi de Cesarea que diu que fou restaurada i era part de Dardània; apareix llavors el nom de Petrizên. A vegades és esmentada en la relació a la província de Justiniana Prima. Es pensa que el seu nom modern ve del serbi antic i vol dir 'fortalesa'.

### Medieval
Des de 830 la ciutat i la regió sencera foren incloses al Primer Imperi Búlgar. El 1018, després de la caiguda de l'Imperi Búlgar sota el tsar Samuel, els romans d'Orient crearen el tema de Bulgària i formaren un episcopat búlgar a Prizren.
Una revolta búlgara va esclatar el 1072 dirigida per Georgi Voiteh. Constantí Bodin de la casa de Vojislavljević que era també fill del rei serbi de Duklja Mihailo Vojislav, fou enviat pel seu pare i pel duc Petrilo amb els 300 millors soldats serbis per unir-se amb les forces de Voiteh a Prizren. Allà, Bodin fou coronat com Pere III, tsar dels búlgars de la casa dels Comitopuls. La rebel·lió fou aplanada en pocs mesos el 1073 i el govern romà d'Orient restaurat.
En una guerra dels croats contra l'Imperi Romà d'Orient, el duc serbi Esteve Nemanja va conquerir Prizren el 1189, però després de la derrota de 1191, va haver de retornar la ciutat als romans d'Orient. La ciutat fou ocupada pel Segon Imperi Búlgar el 1204, encara que finalment va acabar en mans del gran príncep Stefan Prvovenčani (Stefan II Nemanjić) de Sèrbia el 1208 durant un període d'inestabilitat interna a Bulgària sota Boril.

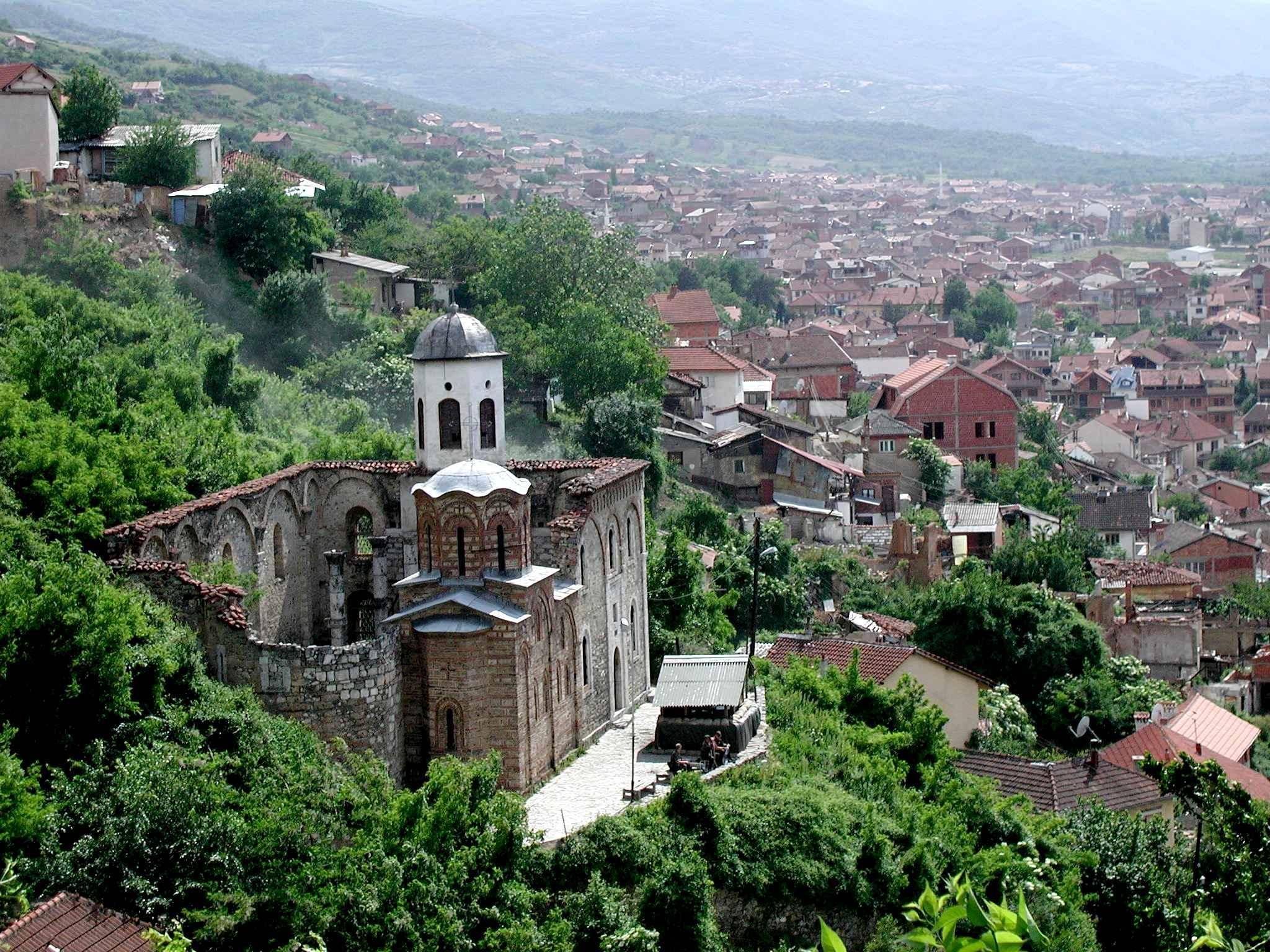
Restes de Sagrada Església Ortodoxa Sèrbia de la Salvació del.

El rei de Sèrbia Esteve Milutin va construir l'església de la Mare de Déu de Ljeviš a Prizren, que es convertia en la seu del bisbat de Prizren de l'Església Ortodoxa Sèrbia. Durant el regnat de l'emperador Esteve Dušan durant el segle xiv, Prizren era la seu de la cort imperial establerta a la fortalesa a coneguda com Kaljaja, que era el centre polític de l'Imperi Serbi. L'emperador serbi va construir el gran monestir del Sant Arcàngel, proper a la ciutat, el 1343-1352. A la proximitat de Prizren hi havia Ribnik, ciutat on dos emperadors de Sèrbia van tenir la seva cort. La ciutat de Prizren va passar a ser coneguda com la Constantinoble sèrbia a causa del seu comerç i importància industrial. Era el centre de producció de seda, comerços fins i una colònia de comerciants de Kotor i Ragusa (moderna Dubrovnik). Al segle xiv Prizren era seu del cònsol de Ragusa per a tota la monarquia sèrbia.
La ciutat va esdevenir part del domini de la dinastia de Mrnjavčević en el regnat del rei de Sèrbia Vukasin durant els anys 1360. Amb la desintegració final de l'Imperi Serbi, el sobirà de Zeta, Đurađ I, de la dinastia dels Balšić prengué la ciutat i els voltants el 1372. La dinastia de Branković dirigida per Vuk Branković va esdevenir llavors sobirana de la ciutat, sota vassallatge de la dinastia Lazarević, que aconseguí reunificar les anteriors terres sèrbies. El fundador de la dinastia Lazarević, el príncep heroi Lazar es va educar a Prizren. La dinastia canviaria la seva submissió cap a l'Imperi Otomà abans de retornar sota el Dèspota de Sèrbia Stefan Lazarević, fill de Lazar.

### Període otomà

#### Vilayet de Prizren
El 1455 l'exèrcit turc otomà va conquerir Prizren, que esdevingué capital del sandjak del mateix nom; sota la nova organització administrativa de l'Imperi Otomà fou convertida en capital del vilayet de Prizren. Això incloïa la ciutat de Tetova. Es va construir una mesquita que fou el primer treball d'arquitectura otomana a Prizren (darrerament ha sofert reparacions serioses i renovació. Marino Bizzi, l'arquebisbe de Bar a Montenegro (Antivari), al seu informe de 1610 manifestava que Prizren tenia 8.600 cases grans i que era regada per moltes fonts d'aigua que fluïen, com fonts. Enregistrava que la població de Prizren parlés la llengua de dàlmata, encara que alguna part del Sanjak de Prizren penetra a Albània, quina població parla la seva pròpia llengua. Més Tard es convertia una part de la província otomana de Rumelia. Era una ciutat de comerç pròspera, beneficiant-se de la seva posició en les rutes comercials cap al nord sud i a l'est occidentals a través de l'imperi. Prizren es convertia en una de les ciutats més grans de la província (vilaya o vilayet) otomana de Kosovo).
La ciutat fou presa al final del segle xvii (1689) per forces austríaques i els seus aliats locals dirigits per l'arquebisbe de Skopje, l'albanès Pjetër Bogdani, que va organitzar una milícia de cinc mil albanesos (musulmans i catòlics); a causa d'una epidèmia (que es cobrà la vida de l'arquebisbe) els austríacs van evacuar la zona i els otomans posteriorment en recuperaren el control; el bisbe serbi va fugir a Sèrbia amb molts fidels albanesos i serbis.
Prizren era el centre cultural i intel·lectual otomà de Kosovo. Era dominat per la seva població musulmana, que formava més d'un 70% de la seva població el 1857. La ciutat fou el centre cultural albanès més gran i la capital política i cultural dels albanesos kosovars. El 1871 es va fer a Prizren un seminari serbi, parlant-se d'unir els antics territoris serbis amb el Principat de Sèrbia.

### Vilayet de Kosovo
Prizren fou una part important del vilayet de Kosovo entre el 1877 i el 1912.

#### Lliga de Prizren
Durant finals del segle xix la ciutat es convertí en un punt focal del nacionalisme albanès i veia la creació el 1878 de la Lliga de Prizren, un moviment format per buscar la unificació nacional i alliberació dels albanesos dins de l'Imperi Otomà.

### Revolució dels Joves Turcs
La revolució dels Joves Turcs fou un pas en el desenvolupament de l'Imperi Otomà que va conduir a la Guerra dels Balcans. El tercer exèrcit imperial otomà tenia una divisió a Prizren (també anomenat aleshores Pirzerin), la 30a Divisió d'Infanteria de Reserva Pirzerin (Otuzuncu Pirzerin Redif Frkas).

### Guerres Balcàniques

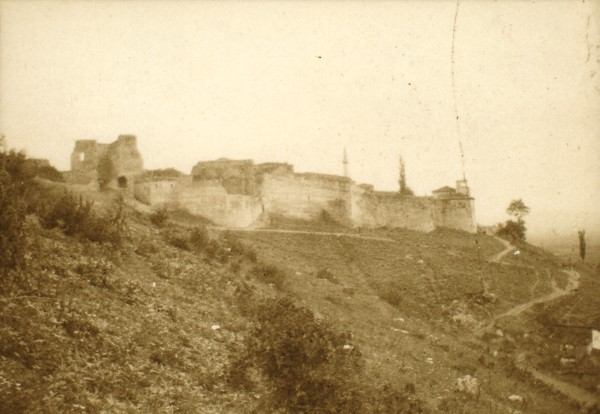
La fortalesa de Prizren el 1905.

La guarnició de Prizren era part del destacament d'İpek en l'ordre de Batalla, el 19 d'octubre de 1912 en la Primera Guerra Balcànica.
Durant la Primera Guerra Balcànica la ciutat fou capturada per l'exèrcit serbi i s'incorporava al Regne de Sèrbia. Després que l'exèrcit serbi aconseguís control sobre la ciutat de Prizren, es van imposar unes mesures repressives en contra de la població civil. Destacaments serbis destruïen les cases, robaven, i feien actes de violència manant indiscriminadament. Al voltant de 400 persones foren eliminats durant els primers dies d'administració militar sèrbia. Els cossos eren pertot arreu als carrers. Segons testimonis, aquests dies a la ciutat i al voltant i havia uns 1.500 cadàvers d'albanesos.
Als periodistes estrangers no se'ls permetia anar a Prizren. La viatgera britànica Edith Durham intentà visitar la ciutat, però al cap de poc fou expulsada per les autoritats, com ho foren la majoria dels altres estrangers, i les forces montenegrines temporalment tancaren la ciutat abans que es restaurés el ple control. Uns quants visitants hi van poder arribar incloent a Lev Trotski, llavors treballant com a corresponsal de guerra, i finalment emergien les notícies dels assassinats d'albanesos. Un dels relats més vívids era proporcionat per l'arquebisbe catòlic de Skopje, que escrivia una carta apassionada al Papa sobre les condicions espantoses a Prizren immediatament després de la seva captura per Sèrbia:
"La ciutat s'assembla al regne de mort. Truquen a les portes de cases albaneses, agafen els homes i els disparen de seguida, simplement perquè són albanesos.".
Es calcula que 5.000 albanesos foren massacrats a l'àrea de Prizren.

### període iugoslau
Amb la invasió del Regne de Sèrbia per forces d'austrohongareses el 1915 durant el Primera Guerra Mundial, la ciutat fou ocupada pels Poders Centrals. L'Exèrcit de Sèrbia va expulsar a les forces centrals de la ciutat l'octubre de 1918. Al final de 1918 Prizren va quedar dins el Regne del Serbis, Croats i Eslovens format en part per l'entitat territorial històrica de Serbia. El regne fou rebatejat el 1929 com a Regne de Iugoslàvia i Prizren quedava dins el Banate de Vardar, una de les seves divisions administratives.

### Segona Lliga de Prizren
Les forces de l'Eix, en concret les italianes, conquerien la ciutat el 1941 durant la Segona Guerra Mundial; fou annexionada a l'estat titella italià d'Albània. El 1943 amb l'ajuda de la Wehrmacht alemanya, Bedri Pejani creava la Segona Lliga de Prizren.

### Iugoslàvia Federal Democràtica

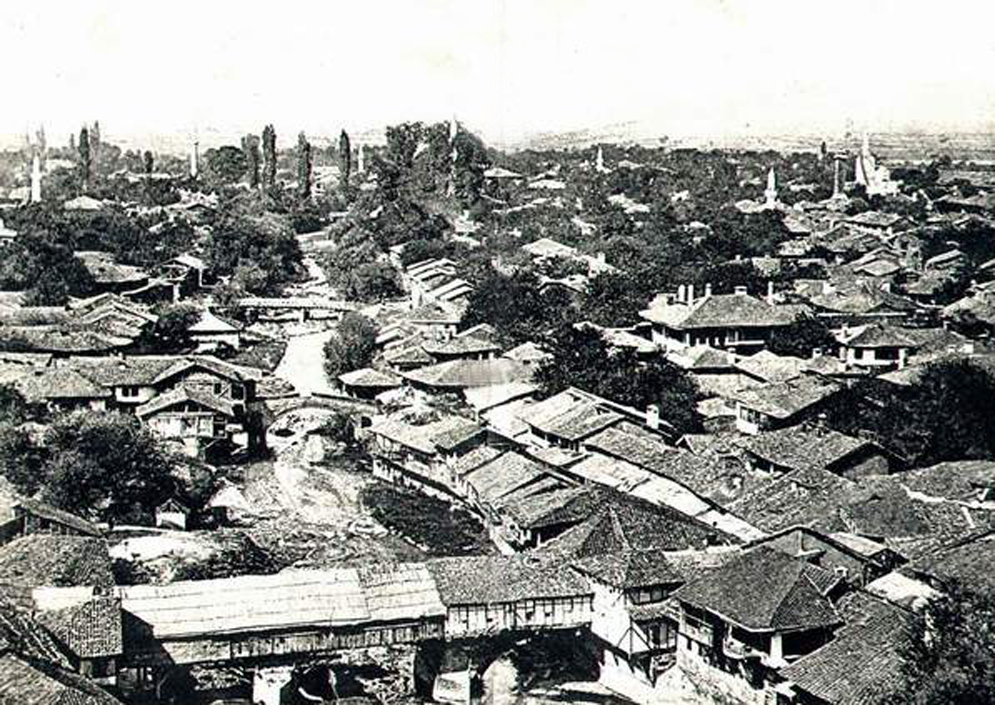
Vista de la ciutat vers 1940

Els Comunistes de Iugoslàvia l'alliberaven el 1944. Va quedar com a part de Kosovo i Metohija, dins la República Socialista de Sèrbia com a part de la República Federal Socialista de Iugoslàvia. La Constitució definia la Regió Autònoma de Kososvo-Metohija dins de la República Socialista de Sèrbia que al seu torn era un estat de component de la [[República Federal Socialista de Iugoslàvia. El 9-10 juliol de 1945 l'Assemblea Regional de Kosovo i Metohija celebrada a Prizren adoptava la decisió d'abolir l'autonomia de la regió i aprovava la integració directa a Serbia.
La província fou rebatejada a Província Socialista Autònoma de Kosovo el 1974, romanent part de la República Socialista de Sèrbia, però tenint drets similars a una República Socialista dins de la República Federal Socialista de Iugoslàvia. L'anterior estatus fou restaurat el 1989 per Slobodan Milosevic, i oficialment el 1990.
Molts anys després de la restauració del govern serbi a Prizren, aquesta ciutat i la regió de Dečani a l'oest romanien centres de nacionalisme albanès. El 1956 la policia secreta iugoslava va portar a judici a Prizren, a nou albanesos de Kosovo acusats d'haver estat infiltrats en el país per l'hostil règim comunista albanès d'Enver Hoxha. El "Judici Prizren" es convertia en una mena de causa cèlebre després que es va saber que un cert nombre de comunistes iugoslaus destacats havien tingut presumptament contactes amb els acusats. Els nou acusats es declararen tots culpables i condemnats a llargues penes de presó, però eren alliberats i declarats innocents el 1968 quan l'assemblea de Kosovo declarava que el judici havia estat "dirigit i falsejat."

### Guerra de Kosovo

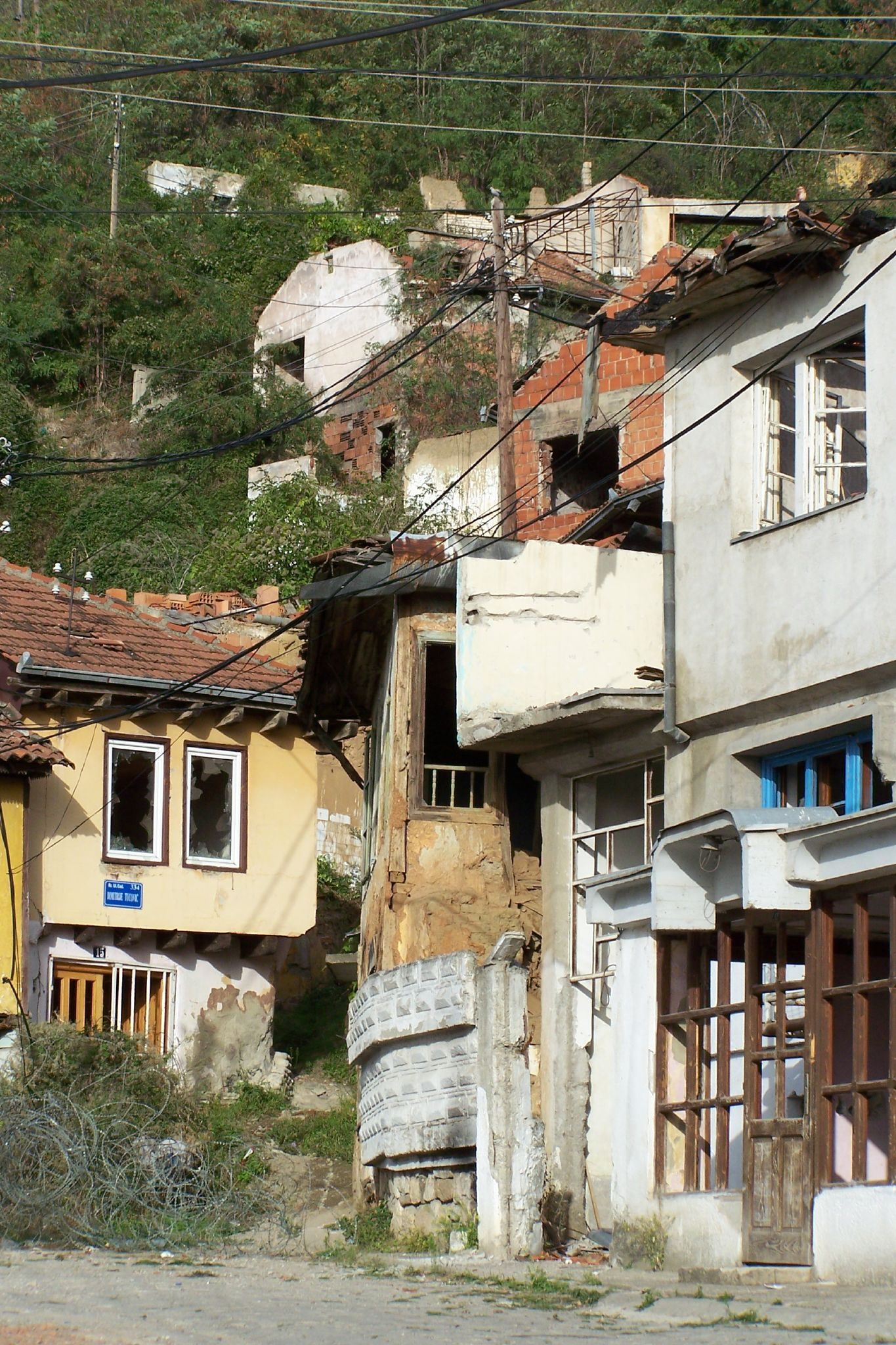
Barri serbi destruït de Prizren

La ciutat de Prizren no va patir gaire durant la Guerra de Kosovo però el seu municipi circumdant fou força afectat el 1998-1999. Abans de la guerra, l'Organització per a la Seguretat i la Cooperació a Europa calculava que la població del municipi era al voltant eran en un 78% albanokosovar, un 5% sèrbia i un 17% des d'altres comunitats nacionals. Durant la guerra gran part de la població albanesa fou obligada amb intimidació a marxar de la ciutat. El barri de Tusus és el que més va patir. Entre 27 i 34 persones foren morts i un centenar de cases cremades.
Al final de la guerra el juny de 1999, gran part de la població albanesa retornava a Prizren. Els serbis i els roma (gitanos proserbis) fugien; l'OSCE calculava que un 97% de serbis i un 60% de romes havien deixat Prizren abans d'octubre. La comunitat és ara predominantment ètnicament albanesa, però unes altres minories com turcs, ashkali (els gitanos proalbanesos constituïts en minoria) i bosniacs (incloent-hi la comunitat torbesh, goranis i pomacs) viuen també a la ciutat, bé a la ciutat mateixa o en pobles al voltant; aquestos voltants inclouen Sredska, Mamusa, la regió de Gora, etc.
La guerra i les seves seqüeles provocaven només una quantitat moderada de danys a la ciutat comparada amb altres poblacions a Kosovo. Forces sèrbies van destruir un monument cultural albanès important a Prizren, l'edifici de la Lliga de Prizren. El 17 de març, de 2004, durant l'agitació de Kosovo, tots els monuments culturals serbis a Prizren foren damnats, cremats o destruïts, com les antigues esglésies ortodoxes sèrbies:
- Església de la Mare de Déu de Ljeviš datada de 1307, Patrimoni de la Humanitat.[19]
- L'església de la Sagrada Salvació[19]
- L'església de la Sant Jordi de Prizren[19] (l'església més gran de la ciutat)
- L'església de la Sant Jordi de Runjevac[19]
- L'església de Sant Kyriaki]] i L'església de Sant Nicolas (Església Tutić)[19]
- El monestir del Sant Arcàngel,[19]
- El seminari ortodox de Sant Ciril i Metodi[19]

També, durant aquells aldarulls, el barri serbi sencer de la ciutat, prop de la fortalesa de Prizren, fou destruït completament, i tota la població sèrbia restant fou desallotjada de Prizren.

### Prizren ara
La municipalitat de Prizren és encara la més culturalment i ètnicament heterogènia de Kosovo, retenint comunitats de bosnians o eslau musulmans, turcs, i gitanos (roma i ashkali) a més a més a la població albanokosovar majoritària. Només un nombre petit de serbis kosovars roman a Prizren i la seva àrea, residint a pobles petits, enclavaments, o en complexos d'apartaments protegits. A més, la comunitat turca de Prizren és socialment prominent i influent, i la Llengua turca és àmpliament parlada fins i tot per persones que no són ètnics turcs.

## Llengües oficials
A la municipalitat de Prizren, l'albanès, el serbi i el turc són llengües oficials.

## Cultura
Prizren és la seu d'un festival de cinema documental d'estiu anomenat Dokufest. La ciutat té nombroses mesquites, esglésies ortodoxes i catòliques i altres monuments. Entre ells:
- El Monestir del Sant Arcàngel.
- El Monument de la LLiga de Prizren
- La fortalesa de Kaljaja
- L'Església de la Sagrada Salvació
- Església de la Mare de Déu de Ljeviš
- Església de Sant Nicolas
- Mesquita de Sinan Pasha
- Església de Sant Kyriaki
- Mesquita de Muderis Ali Efendi
- Catedral de Sant Jordi
- Mesquita de Katip Sinan Qelebi
- Catedral de Nostra Senyora del Perpetu Socors
- Escola de Música de Lorenc Antoni

Aquests monuments, part del centre històric de la ciutat, han estat últimament amenaçats per les pressions del desenvolupament. A més a més, la guerra, els focs, la dilapidació general i la negligència han cobrat el seu peatge en aquest paisatge arquitectònic únic.
| Nom                                | Descripció | Imatge                          |
| ---------------------------------- | --- | ------------------------------- |
| Shadervan                          | El Shadervan (grec Shadervan, turc Şadırvan), és una àrea turística a la cara sud de ciutat, hi ha nombroses cafeteries i restaurants. La font antiga d'aigua és un monument cultural protegit, hi ha una llegenda que si beus d'aquesta aigua és segur que hi tornaràs.                                           | El Shadirvan                    |
| Vell Pont de Pedra                 | El Vell Pont de Pedra (albanès Ura e gurit, serbi Стари камени мост) és una de les característiques principals de la ciutat; creua fins a Prizrenska Bistrica. | Vell Pont de Pedra              |
| Fabrica de Prizren                 | La fabrica de pells de Prizren (albanès Lagjia e Tabakëve, serbi Призренска табахана Prizrenska Tabahana) és un taller antic. Tabakëve és el seu nom en albanès, i la versió sèrbia és табахана, els dos derivats del turc Tabakhane, on "ana" vol dir casa.                                                       |                                 |
| Gazi Mehmet Pasha Hammam           | Els antics banys turcs (albanès Стари хамам Гази Мехмед-паше) són al centre de Prizren. | Antics banys turcs              |
| Mesquita de Kuklibeu               | 1534 (1543?) Mesquita de Kuklibeu (albanès Xhamia e Kuklibeut, coneguda també com mesquita de Kukli Bej | Mesquita de Kuklibeu            |
| Mesquita de Mustafe Pasha Prizreni | Mesquita de Mustafe Pashe Prizrenit (Xhamia e Mustafë Pashë Prizrenit/Xhamia e Mustafa Pashës). 1562-1563 Destruïda el 1950 en una turmenta; situada al lloc del que foren els quarters de l'UNMIK i avui edifici de la muinicipalitat 42° 12′ 36″ N, 20° 44′ 11″ E / 42.210060°N,20.736372°E                      |                                 |
| Mesquita de Muderis Ali Efendi     | 1543-1581 Mesquita de Muderis Ali Efendi | Mesquita de Muderis Ali Efendi  |
| Mesquita de Sinan Pasha            | La mesquita de Sinan Pasha (albanès Xhamia e Sinan Pashës, serbi Синан Пашина Џамија, turc Sinan Paşa Camii és una antiga mesquita otomana de Prizren construïda el 1615 per Sofi Sinan Pasha, bey de Budim. La mesquita domina el carrer principal de Prizren i es la figura principal en l'horitzó de la ciutat. | Mesquita de Sinan Pasha         |
| Minaret de la Mesquita d'Arasta    | restes del minaret | Minaret de la Mesquita d'Arasta |

## Economia
Durant molt temps l'economia de Kosovo va estar basada en la indústria al detall ajudada pels ingressos que venien d'un gran nombre de comunitats d'immigrants a l'Europa occidental. L'empresa privada, principalment empresa petita, va anar emergint lentament, com el processament d'aliments. Els negocis privats, com en qualsevol altre lloc a Kosovo, afronten dificultats a causa de la manca de capacitat estructural de creixement. L'educació és pobra, manca finançament, i les institucions regulatòries no tenen experiència bàsica. Les legislatures centrals i locals no tenen una comprensió del seu paper que és crear un ambient legal bo per al creixement econòmic i en canvi competeixen en la retòrica patriòtica. La inversió de capital estranger no pot emergir en tal ambient. A causa de dificultats financeres, s'han tancat unes quantes companyies i les fàbriques i altres negocis estan reduint personal. Aquesta caiguda econòmica general contribueix directament a la taxa de desocupació i pobresa, fent més dèbil la viabilitat financera/econòmica a la regió.
Molts restaurants, negocis al detall privats, i els negocis relacionats amb serveis, operen com a botigues petites. Algunes botigues de comestibles més grans i grans magatzems s'han obert darrerament. A la ciutat, hi ha vuit grans mercats, incloent-hi tres mercats de productes alimentaris, un de cotxes, un de bestiar i tres de productes personals, d'higiene i de la llar. Hi ha abundància de quioscos que venen a més petites coses. Prizren sembla estar en plena prosperitat econòmica, però les aparences enganyen, ja que amb la retirada de la presència internacional i la repatriació dels refugiats i desplaçats s'espera que l'activitat econòmica es contraurà progressivament. La saturació del mercat, l'alt atur, i la reducció de les remeses dels emigrants són indicadors econòmics ominosos.
Hi ha tres cooperatives agrícoles a tres pobles. Molta producció de bestiar i productes agrícoles és privada, informal i a petita escala. Hi ha cinc bancs amb sucursal a Prizren: el Micro Enterprise Bank (MEB), el Raiffeisen Bank, el Nlb Bank, the Teb Bank i el Payment and Banking Authority of Kosovo (BPK).

## Demografia
| Demographics |           |       |          |      |         |       |        |     |       |     |        |      |         |
| Any | Albanesos | %     | Bosniacs | %    | Serbis  | %     | Turcs  | %   | Roma  | %   | Altres | %    | Total   |
| 1991 cens. | 132.591   | 35,97 | 19.423   | 11,1 | 100.950 | 30,98 | 7.227  | 4,1 | 3.963 | 2,3 | 1.259  | 0,7  | 175.413 |
| 1998 | n/a       | n/a   | 38,500   | n/a  | 8,839   | n/a   | 12,250 | n/a | 4,500 | n/a | n/a    | n/a  | n/a     |
| Jan. 2000 | 181.531   | 76,9  | 37.500   | 15,9 | 258     | 0,1   | 12.250 | 5,2 | 4.500 | 1,9 | n/a    | n/a  | 236.000 |
| March 2001 | 181.748   | 81,9  | 22.000   | 9,9  | 252     | 0,1   | 12.250 | 5,5 | 5.424 | 2,4 | n/a    | n/a  | 221.674 |
| May 2002 | 182.000   | 79.,6 | 29.369   | 12,8 | 197     | 0,09  | 11.965 | 5,2 | 4.400 | 1,9 | 550    | 0.25 | 228.481 |
| Dec. 2002 | 180.176   | 81,6  | 21.266   | 9,6  | 221     | 0,09  | 14.050 | 6,4 | 5,148 | 2,3 | n/a    | n/a  | 221.374 |
| Source: For 1991: Census data, Federal Office of Statistics in Serbia (figures to be considered as unreliable). 1998 and 2000 minority figures from UNHCR in Prizren, January 2000. 2000 Kosovo Albanian figure is an unofficial OSCE estimate January–March 2000. 2001 figures come from German KFOR, UNHCR and IOM last update March 2, 2001. May 2002 statistics are joint UN, UNHCR, KFOR, and OSCE approximations. December 2002 figures are based on survey by the Local Community Office. All figures are estimates. Ref: OSCE .pdf |           |       |          |      |         |       |        |     |       |     |        |      |         |

Segons el cens de 1991 dirigit per les autoritats iugoslaves, el municipi de Prizren tenia 200.584 ciutadans:
- 157.518 (78,53%) albanesos
- 11.371 (5,67%) serbis i montenegrins
- La resta 16%, altres [Enllaç no actiu]

Segons el mateix cens, la ciutat de Prizren tenia 92.303 habitants.
Just abans de la Guerra de Kosovo el 1998, l'OSCE estiamava la població del municipi de Prizren:
- Albanesos 78%
- Serbis 5%
- Altres 17%

Segons una estimació de les Nacions Unides el 2003, la ciutat tenia aproximadament 124.000 habitants, molts albanesos ètnics. Segons la World Gazetteer, la ciutat tenia 131.247 el 2010.

## Personatges
- Ali Haydar Şen, home de negocis turc
- Almen Abdi, Futbolista
- Arjan Beqaj, Futbolista
- Bekim Fehmiu, Primer actor europeu oriental que va fer de protagonista a Hollywood durant la guerra freda.
- Lek Kcira, Futbolista
- Shaban Gashi, cineasta
- Ukshin Hoti, Activist
- Ymer Prizreni, polític
- Dejan Musli, basquetbolista